# 233 a.C.
Il 233 a.C. (CCXXXIII a.C. in numeri romani) è un anno  del III secolo a.C.

## Eventi
- a Roma si celebra il trionfo sui Sardi e sui Liguri dei due consoli dell'anno, Quinto Fabio Massimo Verrucoso (ca 275-203 aC) - che sarà console ancora 4 volte, e diverrà famoso come Cunctator, il Temporeggiatore - e Manio Pomponio Matone.
- il proconsole Spurio Carvilio Massimo Ruga interviene in Sardegna e in Corsica, imponendo l'allontanamento di ogni imbarcazione cartaginese.

## Morti
- Han Feizi, filosofo cinese (anno incerto)